# Opava
Opava (; nemško Troppau, poljsko Opawa) je mesto z okoli 55.000 prebivalci (2022) na severu oz. severovzhodu Češke republike ob reki Opava, severozahodno od Ostrave. Opava je zgodovinsko središče Češke Šlezije (České Slezsko), nekdanjega Opavskega vojvodstva, sedaj je v Moravsko-šlezijskem okraju. V Opavi je sedež Šlezijske univerze (Slezská univerzita v Opavě, ustanovljena 1991), pokrajinski Šlezijski muzej, ki je tretji največji te vrste v državi, konkatedrala Marije Vnebovzete, znamenit Minoritski samostan s pripadajočo cerkvijo Sv. duha, mestna hiša in "Švedska" kapela Sv. križa ter Cerkev sv. Vojteha (tudi sv. Jurija/Jiříja), ki je razglašena za češki kulturni spomenik, drži pa se zgradbe šlezijskega arhiva, kjer je bil včasih sedež šlezijskega deželnega zbora. Po Opavi se imenuje asteroid 255 Opavija (255 Oppavia), kjer se je rodil njegov odkritelj, Johann Palisa, kakor tudi Ostravsko-Opavska rimskokatoliška škofija, ustanovljena 1993, ki ima sicer prvi sedež v Ostravi.